# Luigi Barbano
Luigi Barbano (Casale Monferrato, 30 aprile 1920 – Casale Monferrato, 1986) è stato un calciatore italiano, di ruolo mezzala.

## Carriera
Esordì in Serie B il 18 settembre 1938 in Fiorentina-Casale 3-0.
Nel dopoguerra giocò nella Torrese di Torre Annunziata, con cui disputò due campionati di Serie B consecutivi dal 1946 al 1948, per complessive 60 presenze e 3 reti, per un totale di 71 gare giocate in cadetteria. Nel campionato di Serie C del 1948-1949, il 21 novembre alla nona giornata, durante un Avellino-Torrese, in un impeto d'ira, prese a calci l'arbitro Cristantiello di Bari. Squalificato per tre anni, rientrò il 25 novembre 1951, sempre tra le file della Torrese.

## Statistiche

### Presenze e reti nei club
| Stagione        | Squadra         | Campionato      | Campionato | Campionato | Coppe nazionali | Coppe nazionali | Coppe nazionali | Altre coppe | Altre coppe | Altre coppe | Totale | Totale |
| Stagione        | Squadra         | Comp            | Pres       | Reti       | Comp            | Pres            | Reti            | Comp        | Pres        | Reti        | Pres   | Reti   |
| --------------- | --------------- | --------------- | ---------- | ---------- | --------------- | --------------- | --------------- | ----------- | ----------- | ----------- | ------ | ------ |
| 1938-1939       | Casale          | B               | 11         | 0          |                 |                 |                 |             |             |             | 11     | 0      |
| 1946-1947       | Torrese         | B               | 31         | 3          |                 |                 |                 |             |             |             | 31     | 3      |
| 1947-1948       | Torrese         | B               | 29         | 0          |                 |                 |                 |             |             |             | 29     | 0      |
| 1948-1949       | Torrese         | C               | 8          | 0          |                 |                 |                 |             |             |             | 8      | 0      |
| 1949-1950       | Torrese         | C               | 0          | 0          |                 |                 |                 |             |             |             | 0      | 0      |
| 1950-1951       | Torrese         | C               | 0          | 0          |                 |                 |                 |             |             |             | 0      | 0      |
| 1951-1952       | Torrese         | P               | 25         | 0          |                 |                 |                 |             |             |             | 25     | 0      |
| Totale Torrese  | Totale Torrese  | Totale Torrese  | 93         | 3          |                 |                 |                 |             |             |             | 93     | 3      |
| Totale carriera | Totale carriera | Totale carriera | 104        | 3          |                 |                 |                 |             |             |             | 104    | 3      |